# Hermann Hillger Verlag
Der Hermann Hillger Verlag war ein Verlag in Berlin, Eisenach und Leipzig von 1894 bis 1944.

## Geschichte
Seit 1887 besaß Hermann Hillger eine Verlagsanstalt und eine Buchdruckerei in Leipzig.
Seit August 1894 gab es dort den Hermann Hillger Verlag. Dieser gab in den folgenden Jahrzehnten ein umfangreiches Verlagsprogramm heraus. Nach 1898 übernahm er einige von Kürschners Volksbüchern. Spätere Verlagssitze waren Eisenach und Berlin.
In den 1930er Jahren war der Verlagssitz in der Potsdamer Straße 35, der Einzelprokurist war Hermann Christiansen.
Bis 1938 wurden 38 Titel aus dem Verlagsprogramm verboten.
Der Hermann Hillger Verlag bestand wahrscheinlich bis etwa 1944.
Anfang 1945 nahmen sich Hermann Hillger und viele seiner Angehörigen das Leben.
1945 gründete sein Mitgesellschafter Adolf Holzapfel die Neue Darmstädter Verlagsanstalt und verlegte dort mindestens Kürschners Volkshandbuch weiter. Um 1953 gründete er zusätzlich den Verlag Hermann Hillger K.G. Darmstadt, dessen allein haftender Gesellschafter er war. Nach seinem Tod 1958 wurde dieser Verlag aufgelöst.

## Publikationen (Auswahl)
Im Hermann Hillger Verlag erschien ein umfangreiches Verlagsprogramm. Beliebt war die Deutsche Jugendbücherei. Er gab auch Kürschners Volkshandbuch, Kürschners Universal-Lexikon, Kürschners Deutscher Literatur-Kalender (zeitweise).
- Rudyard Kipling: Indische Erzählungen im Projekt Gutenberg-DE